# Strongylophthalmyiidae
Strongylophthalmyiidae – rodzina owadów z rzędu muchówek i podrzędu krótkoczułkich. Obejmuje ponad 80 opisanych gatunków. Owady dorosłe mają smukłe, czarne ciała z jaśniejszymi odnóżami. Larwy rozwijają się pod korą butwiejących kłód drzew.

## Opis
Głowa tych muchówek jest kulista, mniej więcej tak wysoka jak długa, ubarwiona głównie czarno, często z jaśniejszą twarzą, potylicą i czułkami. Czoło jest błyszczące, po bokach zaopatrzone w rzędy drobnych szczecinek, za wzgórkami ocznymi pozbawione wyniesionego dysku. Błyszcząca potylica ma długie, żółte włoski. Policzki są wąskie, z długimi włoskami. Nadustek ma paskowaty kształt. Nie występują wibrysy, natomiast obecne są zewnętrzne szczecinki ciemieniowe. Tułów jest długi i wąski, czarny, pozbawiony pasków srebrzystego owłosienia. Przedpiersie jest całkowicie zlane z pleurami. Łuseczki są szerokie, płatkowate, na brzegach owłosione. Użyłkowanie skrzydła cechują zanikająca wierzchołkowo i przerywana żyłka subkostalna oraz lekko zagięta druga odnoga przedniej żyłki kubitalnej. Barwa długich i smukłych odnóży jest głównie żółta, a odwłoka głównie czarna. Drugi segment odwłoka ma pełne sternum i pozbawiony jest sterczących szczecinek bocznych na tergicie. U samicy segmenty odwłoka od szóstego do dziesiątego są zwężone i wydłużone, tworząc pokładełko. Siódmy segment samicy ma zlane ze sobą tergit i sternit. Ponadto samicę cechują długie i przekroju poprzecznym zakrzywione przysadki odwłokowe oraz pojedyncza, dobrze rozwinięta spermateka. U samca ósmy sternit odwłoka pozbawiony jest omszenia. Na epandrium i całkowicie z nim zespolonym surstylusie występują tylko mocne szczecinki; brak jest szczecinek drobnych, a tekstura powierzchni tych narządów przypomina żwirek. Postgonit samca jest miękki, kształtu paskowatego, wyposażony w drobne szczecinki wierzchołkowe i u nasady zlany z wewnętrzną powierzchnią hypandrium. Na nadprącie składają się dwa skleryty połączone stawowo z nasadą fallusa i tylną krawędzią hypandrium.

## Biologia i występowanie
Muchówki te przechodzą rozwój pod korą butwiejących kłód różnych drzew liściastych. W Palearktyce są to m.in. drzewa z rodzajów brzoza, topola i wiąz. Larwy spotyka się w wewnętrznych, a puparia w bardziej zewnętrznych warstwa kory. Jaja są około czterokrotnie dłuższe niż szerokie, z drobnymi mikropylami i drobno guzkowaną powierzchnią. Zwyczaje owadów dorsołych są słabo poznane. Spotyka się je na liściach, pniakach świeżo ściętych drzew i kłodach. Jeden z nowogwinejskich gatunków swoim zachowaniem udaje mrówki.
Przedstawiciele rodziny zamieszkują Palearktykę, Nearktykę, krainę orientalną i australijską. Najliczniej są reprezentowane w Azji Wschodniej. W Czechach oraz w Polsce stwierdzono po dwa gatunki (zobacz: Strongylophthalmyiidae Polski).

## Systematyka
Takson ten bywa niekiedy klasyfikowany jako podrodzina Strongylophthalmyiinae w obrębie Tanypezidae. Analizy filogenetyczne Lonsdale’a wskazują na siostrzaną relację pomiędzy Strongylophthalmyiidae i Tanypezidae oraz z silnym wsparciem potwierdzają monofiletyzm tych rodzin. Do Strongylophthalmyiidae należy ponad 80 opisanych gatunków, zgrupowanych w 2 rodzajach:
- Strongylophthalmyia Heller, 1902
- Nartshukia Shatalkin, 1993